# Glaciation marinoenne
La glaciation marinoenne est le nom donné à un épisode glaciaire global qui dura de -650 à -635 Ma environ, durant le Cryogénien. La glaciation aurait concerné toute la planète, un événement nommé Terre boule de neige. La fin de la période glaciaire pourrait avoir été accélérée par la libération du méthane issu du pergélisol équatorial.

## Origine  du nom et terminologie
Le nom de la glaciation provient de la terminologie stratigraphique du géosynclinal d'Adélaïde en Australie-Méridionale ; il est dérivé du nom d'une banlieue d'Adélaïde, Marino. Le terme « Marinoan Series » fut utilisé en anglais pour la première fois en 1950 par Douglas Mawson et Reginald Sprigg pour établir les subdivisions des roches du Néoprotérozoïque dans la région d'Adélaïde et englobait toutes les strates, depuis la partie supérieure, le calcaire de Brighton, jusqu'à la base, datant du Cambrien. La période correspondante, nommée époque marinoenne, courait du Cryogénien moyen à l'Édiacarien récent, selon la terminologie moderne. Mawson identifia un épisode glaciaire durant l'époque marinoenne qu'il appela « glaciation d'Elatina », d'après la tillite d'Elatina (appelée aujourd'hui « formation d'Elatina »), en référence à l'endroit où il avait trouvé les preuves de cet événement,. Néanmoins, le terme de Marinoan glaciation (« glaciation marinoenne ») entra dans l'usage car elle s'était produite durant la période marinoenne, distincte de la période antérieure, le Sturtien, durant laquelle s'étaient déposés les composants de la série sturtienne.
Le terme fut plus tard appliqué à toutes les formations glaciogéniques considérées comme relatives (directement ou indirectement) à la glaciation nommée à l'origine « Elatina » par Mawson. Récemment, il y a eu un mouvement pour revenir au terme « glaciation d'Elatina » en Australie du Sud, en raison des incertitudes concernant la corrélation globale et parce qu'un épisode glaciaire édiacarien, la glaciation de Gaskiers, s'était produit également durant la période marinoenne étendue.

## Terre boule de neige au Cryogénien
Il apparaît désormais que la Terre a eu à subir plusieurs épisodes de glaciation globale durant le Néoprotérozoïque. Il y a eu trois, peut-être quatre, « âges de glace » à cette période. Ces périodes de glaciation presque complète de la planète sont appelées « Terre boule neige » ; cela correspond à des moments où la Terre était couverte par un bouclier de glace de 1 à 2 km d'épaisseur. Les autres glaciations furent probablement moins globales que la sturtienne et la marinoenne.
Durant la glaciation marinoenne, les caractéristiques des dépôts glaciaires indiquent que la Terre eut à subir l'âge de glace le plus intense de son histoire. Les glaciers s'étendirent et se contractèrent selon des variations qui leur permirent d'arriver jusqu'à l'équateur,.
On pensa en premier lieu que la fonte des glaces fut probablement consécutive à un effet de serre dû à l'accumulation de dioxyde de carbone d'origine volcanique dans l'atmospère,. L'hypothèse de libération du méthane tropical s'y ajoute aujourd'hui,,.

## Preuves

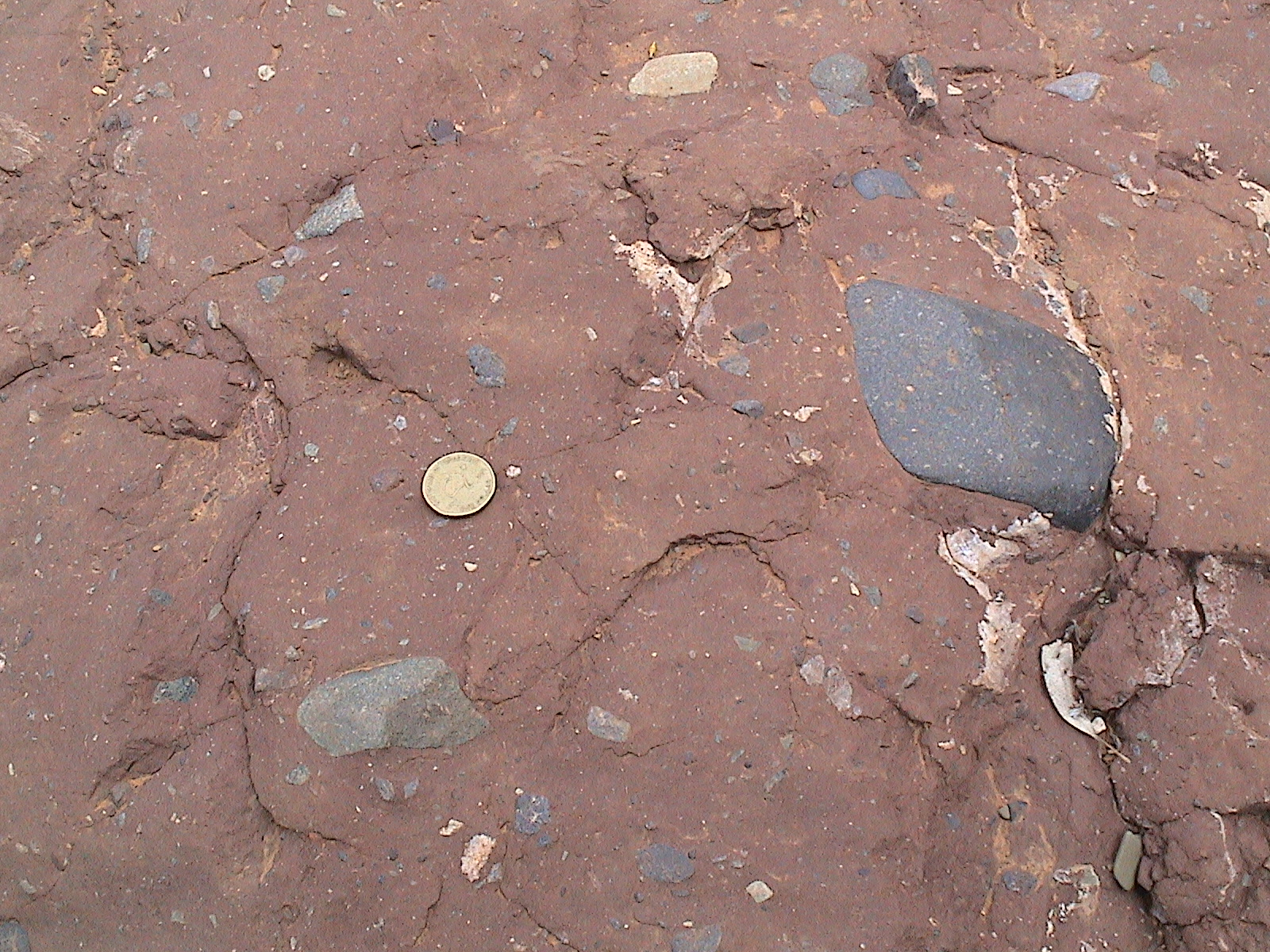
Diamictite d'Elatina, en-dessous du Point stratotypique mondial de l'Édiacarien. Site de l'Ikara-Flinders Ranges National Park dans le Sud de l'Australie. Une pièce de un dollar donne l'échelle.

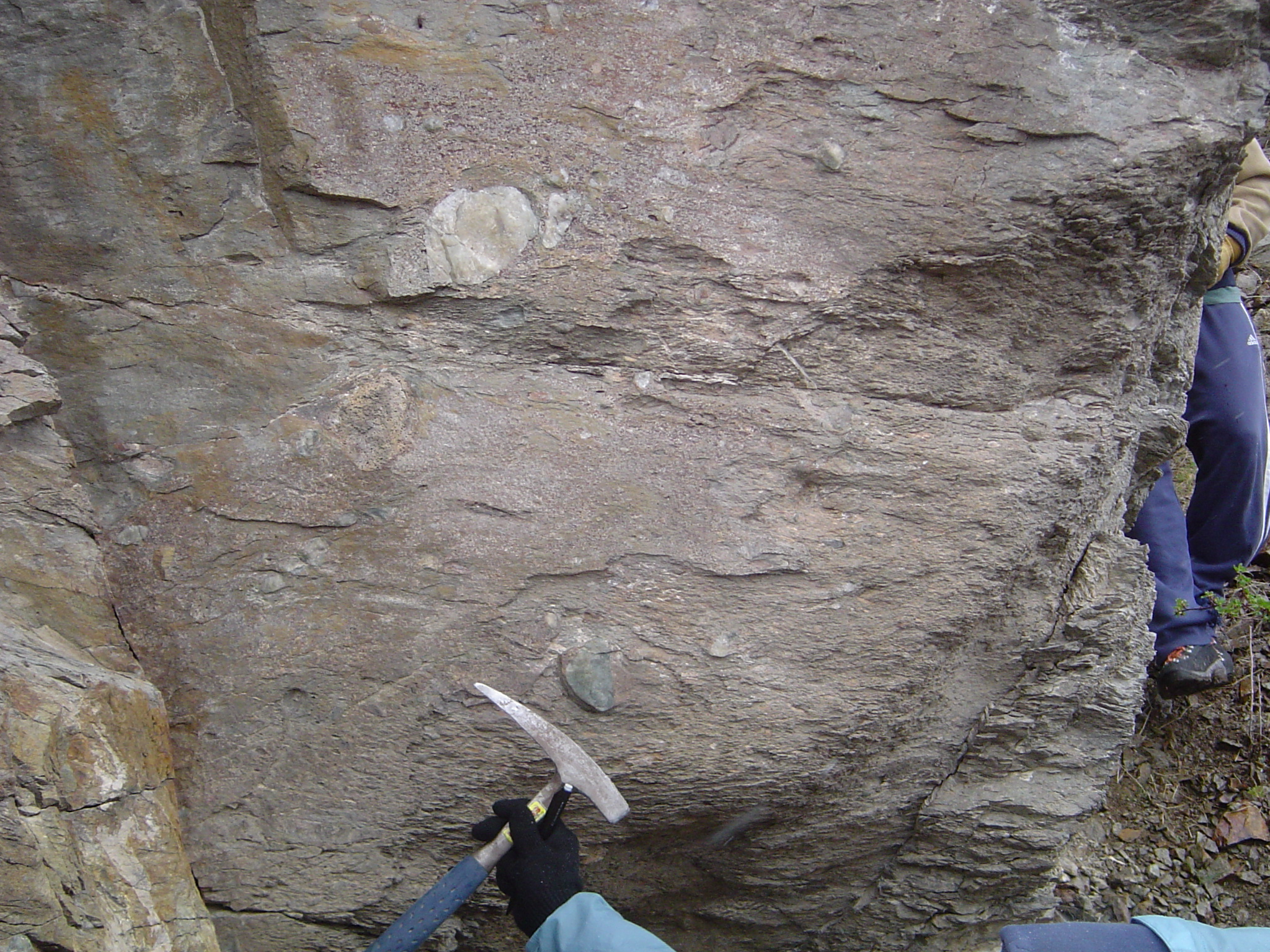
Diamictite du Néoprotérozoïque de la formation de Pocatello, un dépôt typique de la « Terre boule de neige ».

Même si de nombreuses traces ont été perdues du fait des changements géologiques, les recherches de terrain montrent des preuves de la glaciation marinoenne en Chine, dans l'archipel du Svalbard et en Australie-Méridionale. Dans la province de Guizhou, en Chine, des roches d'origine glaciaire ont été trouvées, prenant en sandwich une couche de cendres volcaniques contenant du zircon, qui put être datée grâce à la méthode des radioisotopes. Les dépôts glaciaires d'Australie ont à peu près le même âge (env. 630 Ma), comme en témoignent le taux d'isotopes du carbone, les dépôts minéraux, dont de la baryte sédimentaire ainsi que d'autres structures sédimentaires inhabituelles. Les deux couches riches en diamictites, situées au sommet (premier kilomètre d'épaisseur) de la strate de 7 km d'épaisseur du Néoprotérozoïque au nord-est du Svalbard, correspondent à la première et à la dernière phase de la glaciation marinoenne.
En 1994, Eyles et Young décrivirent la glaciation marinoenne comme le second épisode de la glaciation du Néoprotérozoïque : « Elle est séparée du Sturtien par une épaisse succession de roches sédimentaires dépourvues de traces montrant l'existence d'une glaciation. Cette phase glaciaire correspond sans doute à la formation Ice Brooke du nord de la cordillère américano-canadienne ».

### Citation originale
1. ↑  « It is separated from the Sturtian by a thick succession of sedimentary rocks containing no evidence of glaciation.  This glacial phase could correspond to the recently described Ice Brooke formation in the northern Cordillera[18]. »